# Illa de Barents
L'illa de Barents (en noruec: Barentsøya) és una illa de l'arxipèlag Svalbard (Noruega), que es troba entre les illes d'Edge i de Spitsbergen. L'illa, petita comparada amb les més grans de l'arxipèlag, no té habitants permanents. Rep el nom de l'explorador neerlandès Willem Barents (qui en realitat mai va arribar a veure l'illa) i forma part de la Reserva natural del sud-est de Svalbard.
Situada a l'Àrtida, al voltant del 43% de la seva àrea de 1.288 km² és glacial. Al nord, entre aquesta illa i la de Spitsbergen s'hi troba l'illa de Kükenthaløya. Al sud, l'estret que separa l'illa de Barents de la d'Edgeøya és Freemansundet.

## Geografia
Barentsøya té una forma aproximadament quadrada, amb longituds i amplades d'uns cinquanta quilòmetres com a màxim, i una àrea de 1.288 km². Una part important de l'illa, més de 500 km², és glacial. La capa de gel de Barentsjøkulen cobreix una gran part de l'illa. La muntanya de Schweinfurthberget és un nunatak de Barentsjøkulen.
A la banda nord de l'illa hi ha una península sense gel, així com una àrea muntanyosa també sense gel que s'estén en una longitud d'uns tretze quilèmetres a la part nord de l'illa. El punt de l'illa més occidental és el cap de Mistakodden. A la part sud de l'illa hi ha les muntanyes de Krefftberget i Høgrinden, mentre que Jeppeberget es troba al sud-est. Els llacs més grans de l'illa són Veslemjøsa i Dalskilvatnet.

## Geologia i ecologia
Una gran part de la seva superfície rocosa va ser erosionada per la glaciació. Tota l'illa és visitada per l'os polar, que té una diferenciació genètica en la zona del mar de Barents.